# Nino Paraíba
Severino de Ramos Clementino da Silva, mais conhecido como Nino Paraíba, (Rio Tinto, 10 de janeiro de 1986), é um futebolista brasileiro que atua como lateral-direito. Atualmente defende o Cuiabá.

## Carreira

### Vitória
Com passagens por clubes tradicionais do Nordeste, como o Náutico, Nino Paraíba foi contratado pelo Vitória no dia 2 de junho de 2009, e rapidamente assumiu a vaga que antes pertencia a Apodi, na época ídolo do clube. Desde então, passou a ser titular absoluto da equipe. No Campeonato Baiano de 2011, foi incluído na seleção do torneio. Com o passar do tempo, tornou-se também um dos atletas favoritos dos torcedores, principalmente pela raça e determinação que demonstra em campo, aliado ao longo período de permanência no clube.
Em junho de 2012, renovou seu vínculo com o clube baiano até 2015.
Sua carreira nas duas últimas temporadas vem sendo marcada por sucessivas e delicadas lesões, a mais grave delas no púbis e que exigiu uma intervenção cirúrgica no primeiro semestre de 2012. Isto fez com que Nino, titular da lateral-direita desde o fim de 2009, perdesse sua vaga no segundo semestre de 2013, com a chegada de Ayrton. Voltou a ser titular no final de 2014 e seguiu no início da temporada 2015, revezando com Romário. Após seis anos seguidos no time, foi oficializado seu empréstimo até o final do ano para o Avaí.

### Ponte Preta
Após o rebaixamento, Nino Paraíba acertou com a Ponte Preta até dezembro de 2016 e foi o primeiro contratado da Ponte para 2016.

### Bahia
Depois de duas temporadas jogando pela Ponte Preta, Nino Paraíba se transferiu no fim de 2017 para o Bahia, onde jogou a partir da temporada 2018. 
Em 28 de abril de 2019, no triunfo do Bahia sobre o Corinthians por 3-2 pela primeira rodada do Campeonato Brasileiro, foi eleito o melhor jogador em campo pelos telespectadores em votação promovida pela Rede Globo.
Na temporada 2021, o lateral fez 51 partidas pelo Esquadrão, entre Sul-Americana, Série A, Copa do Brasil e Nordestão, marcou um gol e deu quatro assistências.
Depois de quatro temporadas, Nino Paraíba encerrou sua passagem pelo Bahia, onde disputou 193 jogos e marcou sete gols pelo Tricolor. Conquistou durante sua passagem três títulos baianos (2018, 2019 e 2020) e um da Copa do Nordeste (2021).

### Ceará
Nino Paraíba foi anunciado pelo Ceará em 29 de dezembro de 2021, ele se junta ao elenco do Vozão para a temporada de 2022, com contrato assinado até o final de 2023.
Nino deixou o Vozão após o rebaixamento à Série B, onde ao todo foram 55 jogos disputados, dois gols e quatro assistências. Ele disputou cinco competições pelo Alvinegro: Campeonato Cearense, Copa do Nordeste, Copa do Brasil, Campeonato Brasileiro e Copa Sul-Americana.

### América Mineiro
Em 26 de novembro de 2022,  América anunciou Nino Paraíba, de 36 anos, que assinou com o clube até o fim de 2023.

### Cuiabá
Após ter cumprido a pena de 720 dias fora dos gramados devido ao escândalo de apostas, o lateral foi contratado pela equipe do Cuiabá. Pelo Dourado, ele irá disputar a Série B do Campeonato Brasileiro.

## Operação Penalidade Máxima
Em 2023, virou réu na Operação Penalidade Máxima do MPGO, suspeito de participar de um esquema de manipulação de resultados.

## Títulos
Sousa
- Campeonato Paraibano: 2009

Vitória
- Copa do Nordeste: 2010
- Campeonato Baiano: 2010 e 2013

Bahia
- Campeonato Baiano: 2018, 2019 e 2020
- Copa do Nordeste: 2021